# Nahouri
O Nahouri é uma província de Burquina Fasso localizada na região Centro-Sul. Sua capital é a cidade de Pô.

## Departamentos

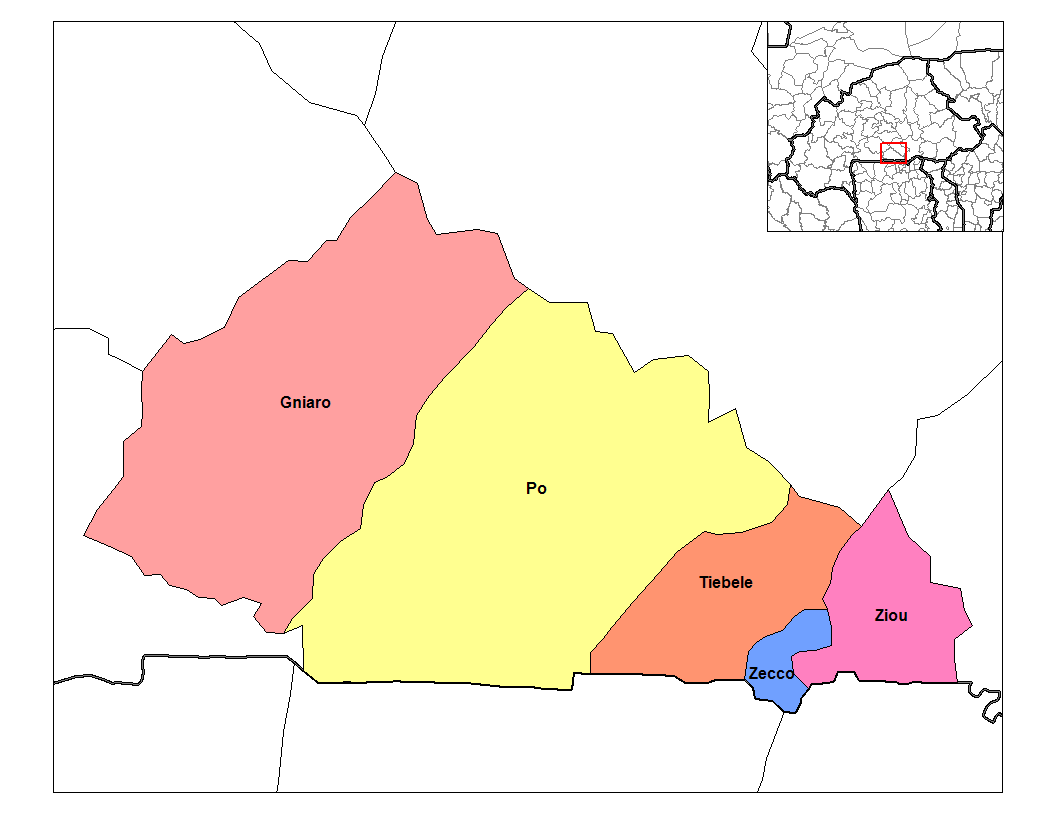
Localização dos diversos departamentos da província do Nahouri, Burkina Faso

A província do Nahouri está dividida em cinco departamentos:
- Guiaro
- Pô
- Tiébélé
- Zecco
- Zio